# 서울인왕초등학교
서울인왕초등학교(서울仁王初等學校)는 대한민국 서울특별시 서대문구에 있는 공립 초등학교이다.

## 학교 연혁
- 1962년 11월 12일: 개교
- 2022년 11월 12일: 개교 60주년

## 참고 자료
- 서울인왕초등학교 - 한국교육학술정보원 학교알리미